# Dinophora
Dinophora é um género botânico pertencente à família Melastomataceae.